# A Richard Nixon-merénylet
A Richard Nixon-merénylet című filmet Niels Mueller rendezte 2004-ben. A főszerepet Sean Penn játszotta. A film alapötletét Samuel Joseph Byck merénylete ihlette, aki 1974. február 22-én a Baltimore–Washington nemzetközi repülőtéren megpróbált eltéríteni egy repülőgépet. Az volt a terve, hogy az eltérített gépet a Fehér Ház felé irányítsa majd és megölje Richard Nixont.

## Cselekmény
Samuel Bicke több mint egy éve külön él feleségétől és három gyermekétől. Bár a felesége elhatárolódott tőle, mégis reménykedik a családjával való megbékélésben. Miután egy bútoráruházban eladó lett, az első fizetését megkapva rendszeresebben keresi fel a családját. Viszont szembesülnie kell azzal, hogy a felesége továbbra is elutasítja a közeledését.
A munkája sem felelt meg neki. Samuel egyre jobban undorodott a hamis eladói mentalitástól és terveket sző saját vállalkozás beindítására. Azonban ahhoz, hogy a banktól kölcsönt kérjen mobil gumiabroncs üzletének a beindításához, induló tőke szükséges. A bank megvizsgálja a hitelkérelmét, majd elutasítja.
A felesége beadja a válókeresetet, a munkáhelyét elveszíti, a hiteligénylés elutasítása után vagyon nélkül marad reménytelen jövővel. Vereségének okát a társadalmi rendszer egyre több igazságtalanságában látja.
Ennek a korszaknak a képmutatását Richard Nixon testesítette meg számára. Az amerikai elnök ugyanis annak ellenére, hogy újbóli indulásának választási kampánya során megígérte az amerikai csapatok visszavonását Vietnámból, mégis újabb katonákat küldött a háborúba. Bicke a tévében hallott hazugságok miatt elhatározza az amerikai elnök meggyilkolását. Azt tervezi, hogy nekimegy repülőgéppel a Fehér Háznak.

## Szereplők
| Szerep                   | Színész            | Magyar hang (2006)   |
| ------------------------ | ------------------ | -------------------- |
| Samuel J. Bicke          | Sean Penn          | Kaszás Attila        |
| Marie Andersen Bicke     | Naomi Watts        | Létay Dóra           |
| Bonny Simmons            | Don Cheadle        | Csík Csaba Krisztián |
| Jack Jones               | Jack Thompson      | Papp János           |
| Martin Jones             | Brad William Henke |                      |
| Tom Ford                 | Nick Searcy        | Várkonyi András      |
| Julius Bicke             | Michael Wincott    | Juhász György        |
| Harold Mann              | Mykelti Williamson |                      |
| Mae Simmons              | April Grace        |                      |
| Önmaga (archív felvétel) | Richard Nixon      | Versényi László      |

## Fordítás
- Ez a szócikk részben vagy egészben  az   Attentat auf Richard Nixon című német Wikipédia-szócikk ezen változatának fordításán alapul.  Az eredeti cikk szerkesztőit annak laptörténete sorolja fel. Ez a jelzés csupán a megfogalmazás eredetét és a szerzői jogokat jelzi, nem szolgál a cikkben szereplő információk forrásmegjelöléseként.